# アボッツフォード
アボッツフォード（英語: Abbotsford）は、カナダのブリティッシュコロンビア州南西部にある都市。人口は15万3524人（2021年）。バンクーバーの65 km東に位置しているがメトロバンクーバーには含まれない。アボッツフォード国際空港 (Abbotsford International Airport) があり、バンクーバー国際空港の代替空港として機能している。

## 歴史
土地の最初の開発は、ゴールドラッシュの時期にあたる1858年に、イギリス軍によってフレーザー川流域の測量が行われたことに始まる。1860年代後半、入植者はタバコ、牛乳、バターなどの乳製品を生産していた。
1886年、カナダ初の大陸横断鉄道であるカナダ太平洋鉄道が開通したが、駅はフレーザー川北岸のミッションに設置された。1891年にミッションから支線が建設され、アボッツフォードを経由して国境のスマスまでが鉄道で結ばれた。1910年にはブリティッシュコロンビア電気鉄道が開通した。

## 地理
西はメトロバンクーバーに接しており、南はカナダ＝アメリカ合衆国国境に接している。地域の行政府があるチリワックは東方35 kmに位置している。

## 人口動勢
州内ではバンクーバー、ビクトリア、ケロウナに続く第4の規模の都市である。

### 民族
アボッツフォードはトロント、バンクーバーに次いでカナダ国内では3番目に民族構成が多様な都市である。少数民族では南アジア系が全人口の14.9%と最も多く、ヨーロッパ系は79.6%、先住民族は2.2%となっている。また、人口の23.8%が国外を出生地としている。

### 言語
英語を第一言語とする人々は71.2%で、次いで話されている言葉はパンジャーブ語である。

### 宗教
宗教では、キリスト教が61.4%と最も多く、その多くがプロテスタントや再洗礼派である。2番目に多いのがシク教の13.4%で、カナダ国内で最初に建てられたシク教寺院がある。

## 行政
議会はシティ・マネージャー制を採用しており、現在の議会は2018年の選挙で選ばれたメンバーである。現職市長はヘンリー・ブラウン。

## 教育
- フレーザーバレー大学

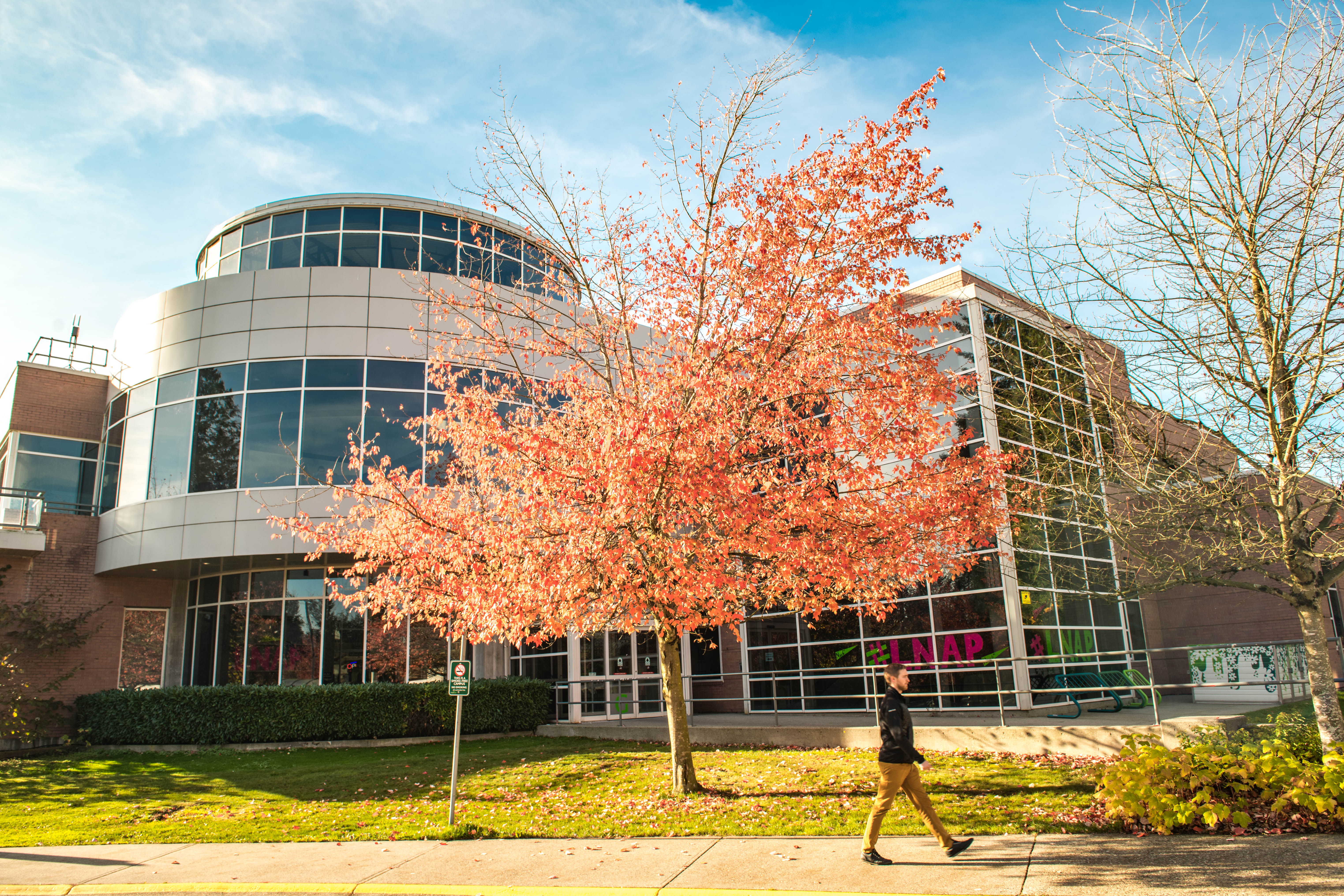
フレーザーバレー大学

- サミット・パシフィック・カレッジ （en:Summit Pacific College）
- コロンビア・パイブル・カレッジ （en:Columbia Bible College）

## 交通
- アボッツフォード国際空港 （空港コード：YXX）

バンクーバー国際空港の代替機能をもち、ウエストジェット航空が定期便を運航している。アボッツフォード国際航空ショー（en:Abbotsford International Airshow）も各年行われている。

## 姉妹都市
- 深川市 （日本・北海道） - 1998年9月13日提携